# Horst Welser

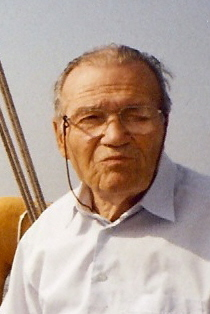
Horst Welser

Horst Welser (* 12. März 1926 in Berlin; † 28. August 2012 ebenda) war ein deutscher Architekt. Er war ein Schüler von Hermann Henselmann und war über viele Jahre als Direktor der Projektierung der Deutschen Akademie der Wissenschaften bei der Planung und Ausführung vieler Institutsbauten in der DDR beteiligt.

## Leben
Horst Welser wurde gegen Ende des Zweiten Weltkriegs zur Luftwaffe eingezogen. Wegen seiner Vorkenntnisse aus dem Segelflug wurde er als Jagdfliegerpilot auf der Fw 190 ausgebildet. Nach Kriegsgefangenschaft kehrte er nach Berlin zurück. An der Technischen Universität studierte er Architektur. Das Studium beendete er 1951 als Diplom-Ingenieur.
Er beginnt seine berufliche Laufbahn bei Hermann Henselmann, der zu dieser Zeit Leiter einer Meisterwerkstatt der Bauakademie in Berlin (DDR) war. Nach drei Lehrjahren wird er nach Nordkorea delegiert, wo er beim Wiederaufbau der Stadt HanHong mitwirkt.
Nach seiner Rückkehr wird er 1956 Architekt bei der Bauprojektierung der Deutschen Akademie der Wissenschaften, deren Leitung er später übernimmt. Diese Position behält er bis 1992. Dabei waren die beiden letzten Jahre der Abwicklung seines Planerstabes von ca. 100 Mitarbeitern vorbehalten.

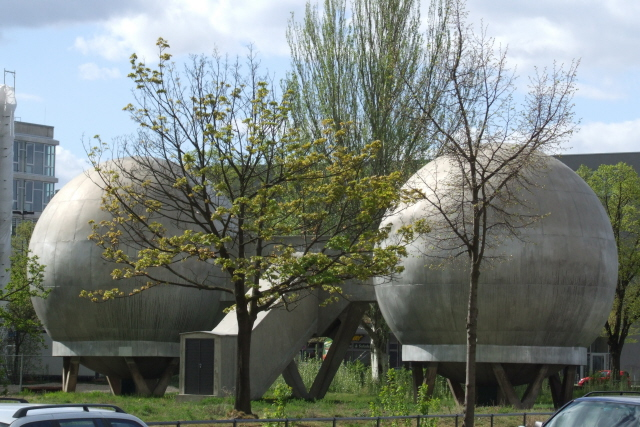
Die isothermischen Kugellabore in Berlin-Adlershof

## Bauwerke (Auswahl)
Horst Welser war als Direktor des Planungsstabes an vielen Bauprojekten der Akademie der Wissenschaften beteiligt. Aber nur für wenige steht er als Entwurfsverfasser in den Papieren, da er den Nachwuchs zu eigenständigen Arbeiten führte.
Wesentliche von ihm selbst realisierte Projekte waren:
- Röntgenhaus in Berlin-Buch
- Zentralinstitut für Physikalische Chemie in Berlin-Adlershof (abgetragen) mit den isothermischen Labors in Kugelbauten
- Institut für anorganische Katalyseforschung in Berlin-Adlershof (abgetragen)
- Institut für Halbleiterphysik in Frankfurt (Oder) (abgetragen)

| Personendaten    | Personendaten       |
| ---------------- | ------------------- |
| NAME             | Welser, Horst       |
| KURZBESCHREIBUNG | deutscher Architekt |
| GEBURTSDATUM     | 12. März 1926       |
| GEBURTSORT       | Berlin              |
| STERBEDATUM      | 28. August 2012     |
| STERBEORT        | Berlin              |